# Euryeidon dian
Espèce
Euryeidon dian est une espèce d'araignées aranéomorphes de la famille des Zodariidae.

## Distribution
Cette espèce est endémique du Yunnan en Chine,. Elle se rencontre dans le xian de Mengla.

## Description
Le mâle holotype mesure 4,33 mm et la femelle paratype 5,44 mm.

## Systématique et taxinomie
Cette espèce a été décrite par Lu et Li en 2023.

## Étymologie
Son nom d'espèce lui a été donné en référence au lieu de sa découverte, Dian.

## Publication originale
- Lu, Li, Yu & Yao, 2023 : « Three new ant-eating spiders of the family Zodariidae Thorell, 1881 (Araneae, Zodariidae) from Xishuangbanna, China. » ZooKeys, vol. 1175, p. 321-332 (texte intégral).